# Лапутьки
Лапутьки (укр. Лапутьки) — село, входит в Иванковский район Киевской области Украины.
Население по переписи 2001 года составляло 21 человек. Почтовый индекс — 07222. Телефонный код — 4591. Занимает площадь 0,3 км². Код КОАТУУ — 3222080705.

## История
Некоторое время село входило в состав Радомышльского района.

## Местный совет
07222, Київська обл., Іванківський р-н, с. Горностайпіль